# Håøya
Håøya est une île de la commune de Frogn,  dans le comté d'Akershus en Norvège.

## Description
L'île de 5,6 km2 est située dans la partie nord du détroit de Drøbak dans l'Oslofjord intérieur. Elle est située entre Bergholmen (au sud) et Aspond (au nord) et elle est la plus grande île du fjord intérieur d'Oslo, ainsi que la plus haute avec un point culminant à 68 m qui était autrefois un cairn de feu.
L'île possède une jetée d'amarrage, des zones de camping, des plages de baignade, des toilettes publiques, des cabines à louer et des bunkers et bâtiments historiques. 

## Zone protégée
Environ la moitié de l'île est protégée en tant que réserve forestière de conifères. La réserve naturelle de Søndre Håøya a été créée le 13 décembre 2002 et a une superficie de 3,715 km2. La pygargue à queue blanche niche dans la partie sud-est de l'île. Elles sont revenues en 2008 après une absence de 126 ans. Les visiteurs sont autorisés à récolter des champignons et des baies en vertu de la « liberté d'errance », mais les autres plantes et fleurs sont protégées. Les chèvres paissent l'île pendant l'été.

## Galerie

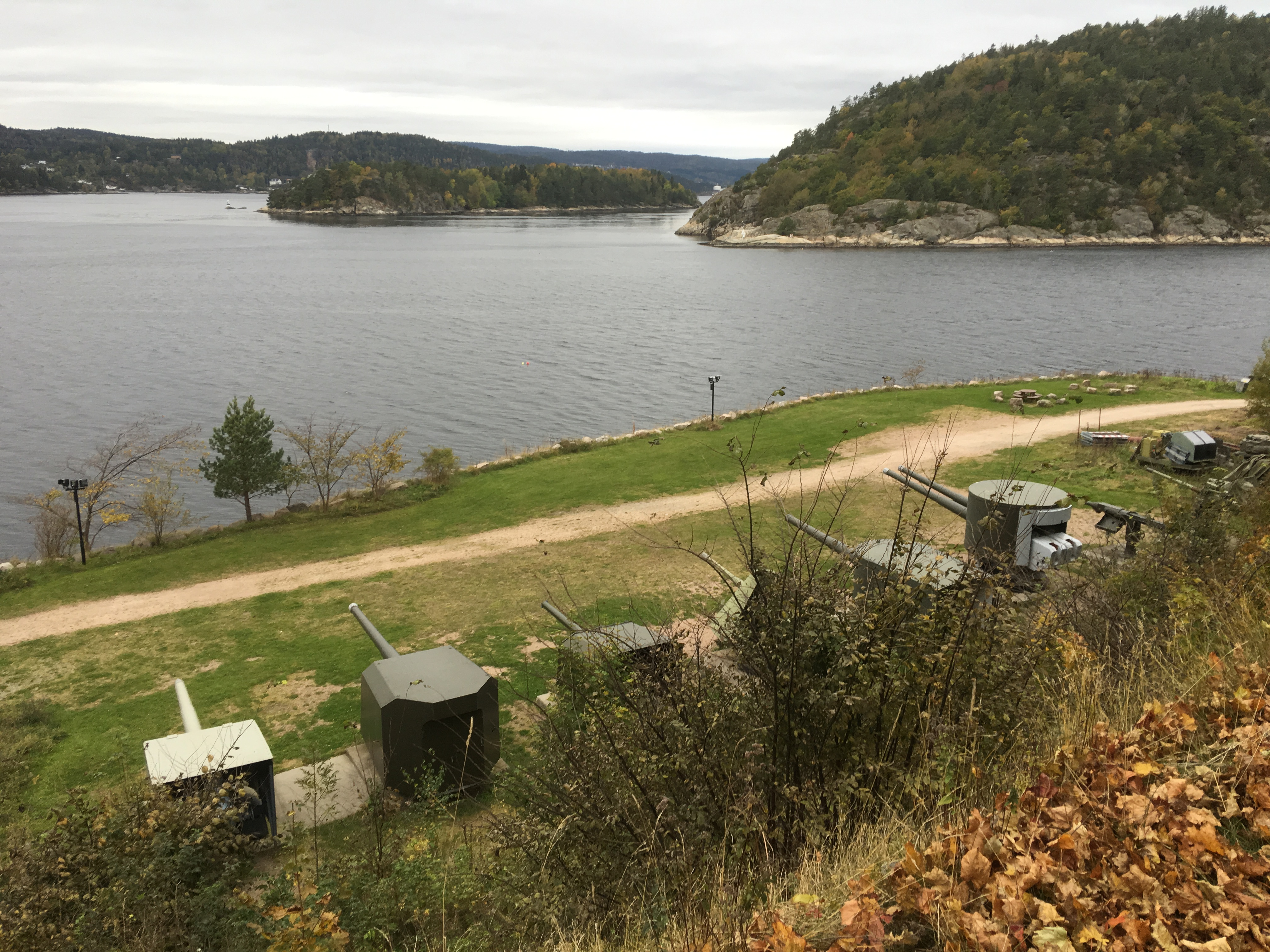
Forteresse d'Oscarborg
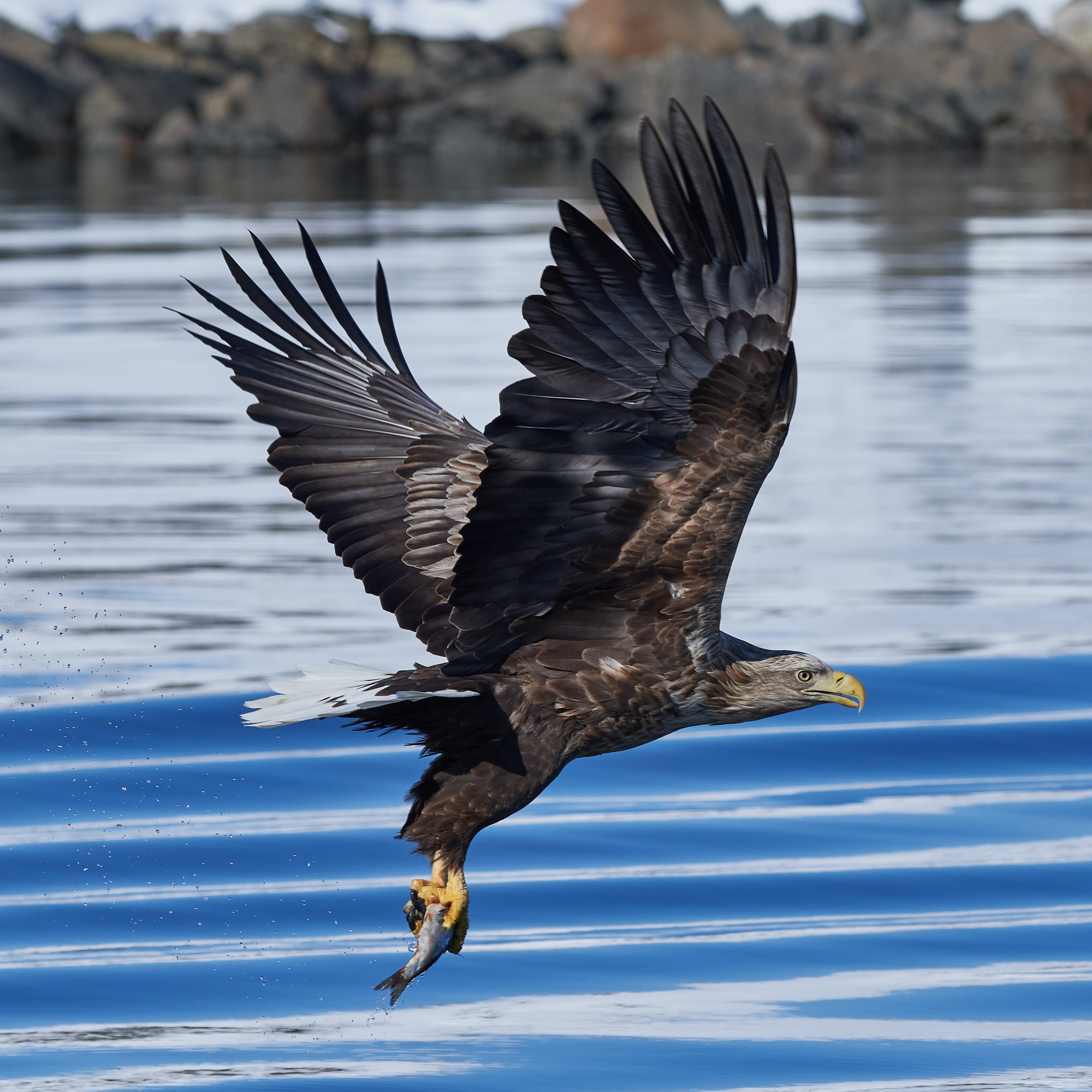
Pygargue à queue blanche